# Roffiac
Roffiac – miejscowość i gmina we Francji, w regionie Owernia-Rodan-Alpy, w departamencie Cantal.
Według danych na rok 1990 gminę zamieszkiwało 558 osób, a gęstość zaludnienia wynosiła 26 osób/km² (wśród 1310 gmin Owernii Roffiac plasuje się na 378. miejscu pod względem liczby ludności, natomiast pod względem powierzchni na miejscu 406.).